# Chilaquiles

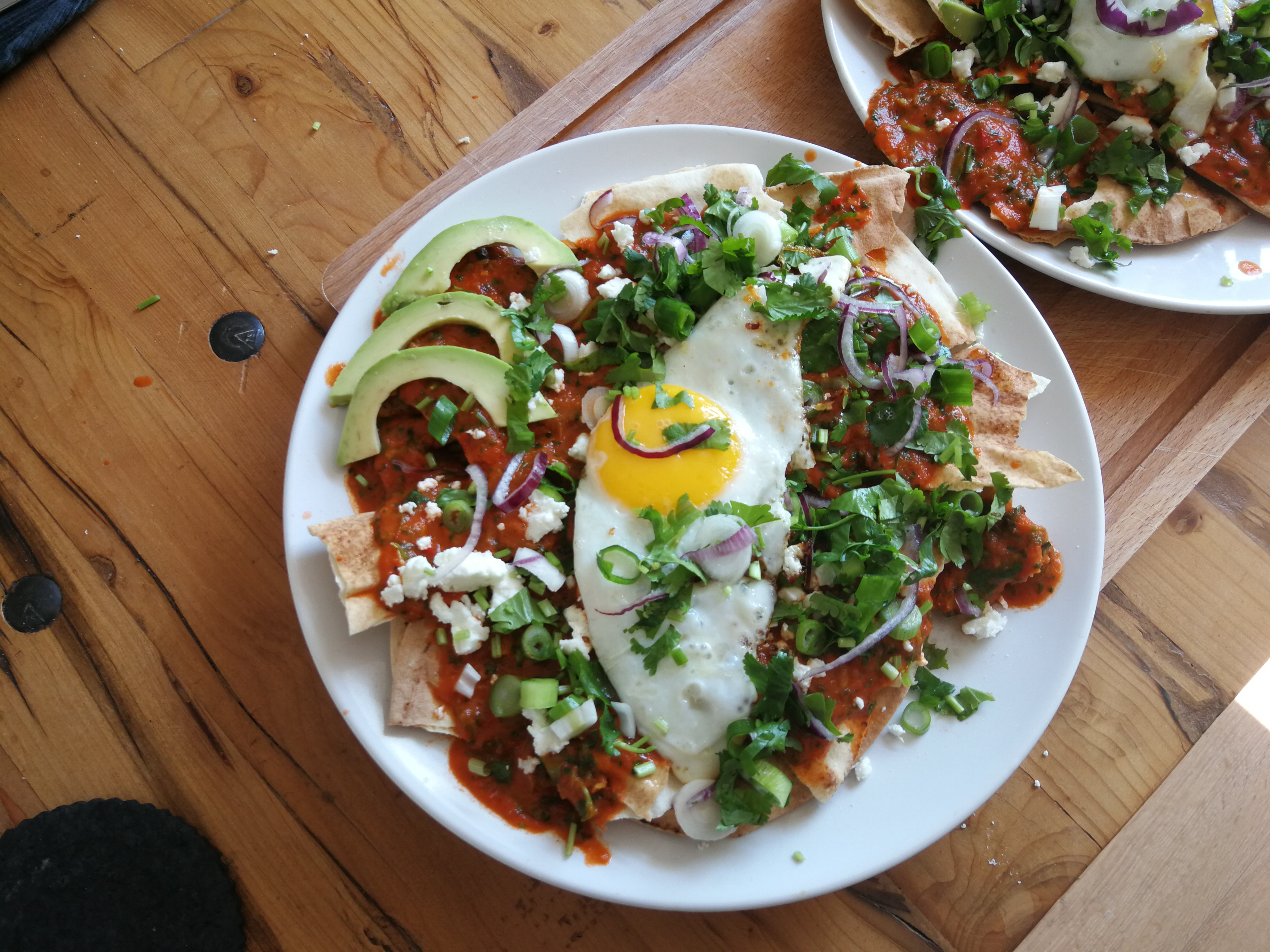
Chilaquiles mit Spiegelei

Chilaquiles (tʃilaˈkiles) ist ein Frühstücksgericht der mexikanischen Küche. In seiner ursprünglichen Version handelt es sich um ein klassisches Resteessen, das übrige Zutaten vom Vortag verwertet.

## Etymologie und Geschichte
Das Gericht ist für das 19. Jahrhundert nachgewiesen. Ein 1898 veröffentlichtes Kochbuch der kalifornischen Köchin Encarnación Pinedo, deren Familie die Annexion des mexikanischen Kaliforniens durch die Vereinigten Staaten erlebt hatte, führt ein Chilaquiles-Rezept auf die zentralmexikanische Stadt Guadalajara zurück. Die Namensherkunft ist nicht geklärt. Einige Quellen führen den Namen auf ein angebliches Nahuatl-Wort chīlāquilitl in der Bedeutung von „getränkt in Chili“ zurück; die Miami-Herald-Kolumnistin Linda Bladholm übersetzt den Begriff hingegen mit „zerbrochene Sombreros“.

## Zubereitung
Fundament des Gerichts sind in handliche Stücke zerbrochene Tortillas. Traditionell werden dafür Tortillas vom Vortag verwendet, die kurz aufgebacken oder frittiert werden. In der Gastronomie werden sie frisch hergestellt, in der Convenience-Küche außerhalb Mexikos mitunter auch durch Tortilla-Chips ersetzt. Auf den Tortillabruch wird eine warme Sauce gegeben, die entweder auf Tomaten (salsa roja, rote Sauce) oder auf Tomatillos (salsa verde, grüne Sauce) basiert und neben Chilis, Knoblauch und Zwiebeln noch beliebige weitere Zutaten enthält, darunter oft Kräuter, insbesondere Koriander. Über die Sauce wird Käse gekrümelt oder gerieben, oft queso fresco oder queso blanco, was generische Begriffe für einen einfachen, entwässerten Kuhmilchkäse sind. Auf das Gericht werden zum Schluss noch Kräuter und oft noch ein Spiegelei oder zerrupftes Hühnerfleisch gegeben, letzteres insbesondere, wenn es nicht als Frühstück, sondern z. B. abends als Snack serviert wird.
Im Rahmen einer populären Abwandlung des Gerichts werden der Tortillabruch und die Sauce vermengt und gemeinsam mit dem darübergestreuten Käse in einer Pfanne gebraten.